# Eduardo Borrero
Eduardo Borrero (5 gennaio 1964) è un allenatore di calcio colombiano naturalizzato venezuelano, tecnico del Atlético El Vigía.

## Carriera
Ha guidato la nazionale venezuelana nella Coppa America 1997.
Nel corso degli anni ha allenato vari club nella prima divisione venezuelana; in particolare, ha guidato in 4 diversi periodi l'Est. Mérida.